# Карибски пирати: В непознати води
„Карибски пирати: В непознати води“ (на английски: Pirates of the Caribbean: On Stranger Tides) е приключенски филм от САЩ с участието на Джони Деп като капитан Джак Спароу. Филмът е четвърта част от поредицата Карибски пирати. Последната (пета) част е „Карибски пирати: Отмъщението на Салазар (Мъртвите не говорят)“.

## Сюжет
Внимание:  Текстът по-долу разкрива сюжета на произведението (или части от него)!
При една неочаквана среща Джак се сблъсква с Анджелика – жена от миналото му, която без да губи време го убеждава да тръгне с нея, а целта на пътуването е една – да се стигне до Извора на младостта. Въпреки че я познава от много години, Джак не е сигурен какви са истинските намерения на Анджелика. Но когато тя го принуждава да се качи на кораба „Отмъщението на кралица Ана“, чийто капитан е конкурентният пират Черната брада (Йън Макшейн), Спароу попада в ситуация, от която много трудно ще се измъкне. Екипажът пленява русалка, която се влюбва в едно момче, което е в плен на Черната брада. Причината, поради която я пленяват, е че им трябва сълза на русалка и вода от Извора на младостта, за да може Черната брада да е вечно млад.

## В България
На 31 декември 2015 г. се излъчва филма по Нова телевизия с войсовър дублаж на български. Екипът се състои от:
| Преводач            | Луиза Топузян                                                                         |
| Режисьор на дублажа | Димитър Кръстев                                                                       |
| Тонрежисьор         | Цветомир Цветков                                                                      |
| Озвучаващи артисти  | Ася Братанова Ани Василева Николай Николов Васил Бинев Здравко Методиев Христо Узунов |